# 艾尔河畔肖蒙
艾爾河畔肖蒙（法語：Chaumont-sur-Aire，法語發音：[ʃomɔ̃ syʁ ɛʁ]）是法国默兹省的一个市镇，位于该省中部略偏西，属于巴勒迪克区。

## 地理
艾尔河畔肖蒙（48°55'36"N, 5°15'29"E）面积9.92 平方千米，位于法国大東部大區默兹省，该省份为法国西北部内陆省份，北与比利时接壤，西接马恩省和阿登省，南至上马恩省和孚日省，东临默尔特-摩泽尔省。
与艾尔河畔肖蒙接壤的市镇（或旧市镇、城区）包括：艾尔河畔库尔塞勒、小埃里兹、艾尔河畔隆尚、凡尔登地区讷维尔。

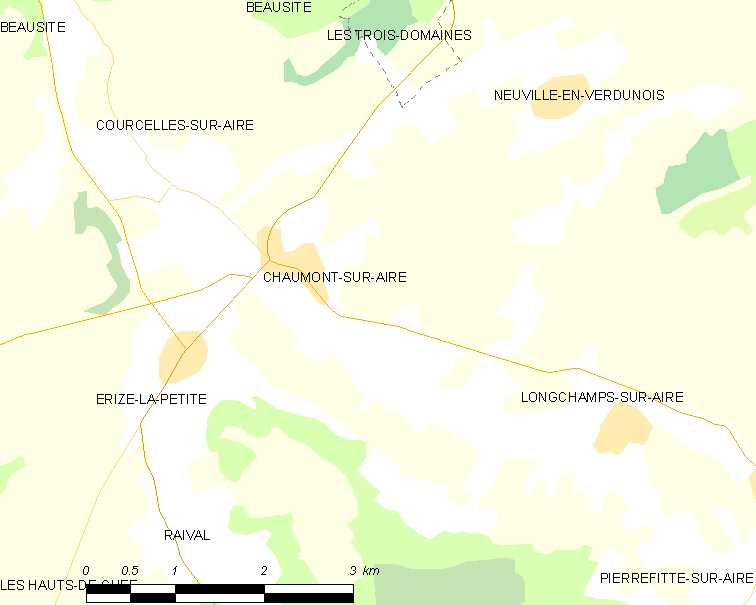
艾尔河畔肖蒙的OSM定位图

艾尔河畔肖蒙的时区为UTC+01:00、UTC+02:00（夏令时）。

## 行政
艾尔河畔肖蒙的邮政编码为55260，INSEE市镇编码为55108。

## 政治
艾尔河畔肖蒙所属的省级选区为奥尔南河畔勒维尼县。

## 人口

1962-2008年间艾尔河畔肖蒙人口变化图示

艾尔河畔肖蒙于2022年1月1日时的人口数量为120人。